# Gauliga Danzig-Westpreußen
De Gauliga Danzig-Westpreußen werd opgericht in 1940 nadat West-Pruisen opnieuw bij Duitsland gevoegd werd. De provincie werd na de Eerste Wereldoorlog afgestaan aan Polen, maar werd nu weer Duits. De clubs uit Danzig, die voorheen in de Gauliga Ostpreußen speelden verkasten naar deze liga, behalve KS Gedania Danzig dat verboden werd omdat het een club was van de Poolse minderheid.
Poolse clubs werden niet toegelaten in de Gauliga en aanvankelijk speelden er enkel clubs van Danzig en Elbing in de Gauliga. Vanaf 1942 deden ook West-Pruisische clubs uit Thorn en Bromberg mee.
De kampioen plaatste zich voor de eindronde om het Duitse landskampioenschap. Na de Tweede Wereldoorlog werden alle Gauliga's opgeheven.

## Erelijst
| Seizoen | Kampioen             | Vicekampioen         |
| 1940-41 | Preußen Danzig       | VfR Hansa Elbing     |
| 1941-42 | HUS Marienwerder     | SV 19 Neufahrwasser  |
| 1942-43 | SV 19 Neufahrwasser  | Luftwaffen SV Danzig |
| 1943-44 | Luftwaffen SV Danzig | Post Gotenhafen      |

## Eeuwige ranglijst
| Club                  | /4 |
| --------------------- | -- |
| Preußen Danzig        | 4  |
| BuEV Danzig           | 4  |
| SV Neufahrwasser 1919 | 4  |
| Viktoria Elbing       | 4  |
| Post SG Danzig        | 3  |
| VfR Hansa Elbing      | 2  |
| SG OrPo Danzig        | 2  |
| Wacker Danzig         | 2  |

| Club             | /4 |
| ---------------- | -- |
| LSV Danzig       | 2  |
| SV Thorn         | 2  |
| SG Bromberg      | 2  |
| HUS Marienwerder | 1  |
| Elbinger SV 05   | 1  |
| Post Gotenhafen  | 1  |
| Danziger SC      | 1  |

Originele Gauliga's: Baden · Bayern · Berlin-Brandenburg · Hessen · Mitte · Mittelrhein · Niederrhein · Niedersachsen · Nordmark · Ostpreußen · Pommern · Sachsen · Schlesien · Südwest-Mainhessen · Westfalen · Württemberg

Gauliga's na 1939: Hamburg · Hessen-Nassau · Köln-Aachen · Kurhessen · Mecklenburg · Moselland · Niederschlesien · Oberschlesien · Osthannover · Schleswig-Holstein · Südhannover-Braunschweig · Weser-Ems · Westmark

Gauliga's in bezette gebieden: Böhmen und Mähren · Danzig-Westpreußen · Elsaß · Generalgouvernement · Sudetenland · Ostmark · Wartheland